# Christian-Gonthier III de Schwarzbourg-Sondershausen
Titre
Prince de Schwarzbourg-Sondershausen
6 novembre 1758 – 14 octobre 1794
(35 ans, 11 mois et 8 jours)
Christian-Gonthier III de Schwarzbourg-Sondershausen (* 24 juin 1736; † 14 octobre 1794) est de 1758 à sa mort, le prince de Schwarzbourg-Sondershausen.

## Biographie
Le prince Christian-Gonthier III est le fils du Prince Auguste I de Schwarzbourg-Sondershausen (1691-1750) et de son épouse la princesse Charlotte-Sophie d'Anhalt-Bernbourg (1696-1762), fille du prince Charles-Frédéric d'Anhalt-Bernbourg.
Après la mort de son oncle Henri en 1758 et la mort de son père en 1750, il devient prince de Schwarzbourg-Sondershausen.
Il met fin, lors de son avènement, aux abus et aux charges de la Guerre de Sept Ans. Bien qu'il n'ait que 22 ans, il est considéré comme un très bon gestionnaire.
Il reconstruit le Château de Sondershausen. Il fait prolonger l'aile nord et ajoute l'aile ouest, avec la célèbre Salle Bleue. Il développe le Château de Ebeleben, où il a passé son enfance, rénovant les jardins, avec des statues, des cascades, des fontaines et des fleurs.
Le prince est mort en 1794, à l'âge de 59 ans et le trône passe à son fils aîné Gonthier-Frédéric-Charles Ier de Schwarzbourg-Sondershausen.

## Descendants
Christian-Gonthier III se marie le 4 février 1760 avec Charlotte-Wilhelmine (1737-1777), fille du prince Victor-Frédéric d'Anhalt-Bernbourg. Avec elle, il a les enfants suivants:
- Gonthier-Frédéric-Charles Ier de Schwarzbourg-Sondershausen (1760-1837), prince de Schwarzbourg-Sondershausen
- Catherine Charlotte Frédérique Albertine (1761-1801) ∞, en 1790 avec le prince Frédéric-Christian Charles Albert de Schwarzbourg-Sondershausen
- Gonthier Albert Auguste (1767-1833), prince de Schwarzbourg-Sondershausen
- Caroline Auguste Albertine (1769-1819), nonne à Herford
- Albertine Wilhemine (1771-1829) ∞ 1795-1801 au duc Ferdinand Frédéric Auguste de Wurtemberg
- Jean-Charles-Gonthier (1772-1842), prince de Schwarzbourg-Sondershausen

## Sources
- H. F. Apfelstedt: La Maison Kevernburg-Schwarzburg de son Ursprunge jusqu'à nos jours  (ISBN 3-910132-29-4)
- Le dr Kamill de Behr: Généalogie de l'Europe dirigeants de la Péninsule, Leipzig, 1870